# Helmut Engel (théologien)
Pour les articles homonymes, voir Engel.
Ne doit pas être confondu avec Helmut Engel (historien).
Helmut Engel SJ (né le 13 mai 1940 à Wesel et mort le 31 août 2020 à Edingen-Neckarhausen) est un jésuite et théologien allemand.

## Biographie
Helmut Engel rejoint la Compagnie de Jésus en 1959. En 1969, il est ordonné prêtre puis entame son premier séjour à Rome, où il travaille de 1970 à 1974 comme préfet des études au séminaire Collegium Germanicum et Hungaricum. Pendant ce temps, il obtient son diplôme de l'Institut biblique pontifical et travaille sur sa thèse en études bibliques de l'Ancien Testament. En 1977, il rejoint la faculté de philosophie et de théologie de Sankt Georgen de Francfort, où il assume la fonction d'animateur d'études en plus de l'enseignement. En 1983, il reçoit son habilitation de la faculté de Sankt Georgen et en 1985, il est nommé professeur d'introduction à l'Écriture Sainte et d'exégèse de l'Ancien Testament. De 1988 à 2000, il enseigne également à l'école supérieure de philosophie de Munich. L'objet principal de ses recherches est les écrits deutéro-canoniques de l'Ancien Testament. De 2000 à 2006, il est recteur de l'Université de Francfort. Fin 2006, Engel retourne à Rome. Il travaille à nouveau comme préfet des études au Germanicum et enseigne à l'Université pontificale grégorienne et au Biblicum en tant que professeur invité (Professeur invitatus). À partir de 2018, il vit à la retraite dans la communauté jésuite de Mannheim (plus récemment à Edingen-Neckarhausen).

## Publications (sélection)
- Die Vorfahren Israels in Ägypten. Forschungsgeschichtlicher Überblick über die Darstellungen seit Richard Lepsius (= Frankfurter theologische Studien, Band 27). Knecht, Frankfurt am Main 1979,  (ISBN 3-7820-0437-X) (zugleich Dissertation, Biblicum 1978).
- Die Susanna-Erzählung. Einleitung, Übersetzung und Kommentar zum Septuaginta-Text und zur Theodotion-Bearbeitung (= Orbis Biblicus et Orientalis, Band 61). Univ.-Verl., Freiburg/Schweiz 1985,  (ISBN 3-7278-0326-6) (zugleich Habilitationsschrift, PTH Sankt Georgen 1982).
- Morgens, dienstags und abends. Predigten. Philosophisch-Theologische Hochschule Sankt Georgen, Frankfurt am Main 1997, (OCLC 174320440).
- Das Buch der Weisheit (= Neuer Stuttgarter Kommentar. Altes Testament, Band 16). Verl. Kath. Bibelwerk, Stuttgart 1998,  (ISBN 3-460-07161-3).
- als Herausgeber mit Thomas Gertler (de): Theologische Ausbildung und kirchliche Realität. Beiträge ehemaliger Studierender der Hochschule Sankt Georgen. Zum 75-jährigen Jubiläum (= Sankt Georgener Hochschulschriften, Band 5). Knecht, Frankfurt am Main 2002,  (ISBN 3-7820-0869-3).
- mit Barbara Schmitz: Judit (= Herders Theologischer Kommentar zum Alten Testament (de)) Herder, Freiburg im Breisgau u. a. 2014,  (ISBN 978-3-451-26820-5)